# FKプロレテル・ズレニャニン
フドバルスキ・クルブ・プロレテル・ズレニャニン（セルビア語: Фудбалски клуб Пролетер Зрењанин, セルビア・クロアチア語: Fudbalski klub Proleter Zrenjanin）は、セルビアのヴォイヴォディナ・ズレニャニンをホームタウンとしていたサッカークラブである。

## 歴史
1947年に創設された。
2006年にFKブドゥチノスト・バナツキ・ドヴォルと合併しFKバナト・ズレニャニンとなった。

## 欧州の成績
| シーズン | 大会                   | ラウンド   | 対戦相手                         | ホーム | アウェー | 合計 |  |
| -------- | ---------------------- | ---------- | -------------------------------- | ------ | -------- | ---- |  |
| 1997     | UEFAインタートトカップ | グループ11 | ツェリェ                         | 0-0    | N/A      | 3位  |  |
| 1997     | UEFAインタートトカップ | グループ11 | アンタルヤスポル                 | N/A    | 0-1      | 3位  |  |
| 1997     | UEFAインタートトカップ | グループ11 | マッカビ・ハイファ               | 4-0    | N/A      | 3位  |  |
| 1997     | UEFAインタートトカップ | グループ11 | ロコモティフ・ニジニ・ノヴゴロド | N/A    | 0-1      | 3位  |  |

## 歴代所属選手
- ミラン・ガリッチ 1952-1958
- トドル・ヴェセリノヴィッチ 1967-1968
- スロボダン・ドゥバイッチ 1982-1991
- イリヤ・イヴィッチ 1988-1991
- アミル・テリゴヴィッチ 1988-1992, 2000-2002
- デヤン・ゴヴェダリツァ 1989-1992
- ズラトコ・ザホヴィッチ 1990-1991
- アレクサンダル・ゼレノヴィッチ 1991-1993
- プレドラグ・ヨヴァノヴィッチ 1992
- ダルコ・コヴァチェヴィッチ 1992-1994
- ズヴォニミル・ヴキッチ 1996-1998
- マルコ・バシャ 2001